# Judah ibn Nissim ibn Malkah
Judah ibn Nissim ibn Malkah (1260) è stato un filosofo e mistico ebreo marocchino del Maghreb al-Aqsa (Marocco), vissuto in epoca merinide, di idee neoplatoniche.

## Biografia
Trascorse gran parte della sua vita a Fez, capitale della dinastia dei Merinidi. Sotto il governo tollerante di questa dinastia, gli ebrei vissero un momento di grande fioritura culturale ed economica e la città di Fez all'epoca divenne un importante centro di studi ebraici.
La sua opera principale fu la "Uns al-ghārib" (la consolazione dell'esiliato). Scrisse anche un commento sul Pirke de-Rabbi Eliezer, altre sue opere furono il "Tafsīr al-ṣalawāt" (L'esegesi delle preghiere canoniche) e il "Kitāb al-miftāḥ" (Il libro della chiave).

## Pensiero
Il pensiero di Judah ibn Nissim poggia su due tesi fondamentali: l'inconoscibilità di Dio e il determinismo astrale universale. Secondo il suo pensiero, le religioni rivelate vennero completamente determinate da influenze astrali. Alla luce di ciò, Judah spiegò la presunta superiorità dell'ebraismo, essendo essa, secondo lui, la religione più adatta alle esigenze della determinazione astrale. Gli unici che possono comprendere questo mistero, tuttavia, sono i filosofi, che sono abili nella esegesi allegorica dei testi religiosi, mentre le masse sono obbligate a osservare alla lettera la legge religiosa stabilita dai sacerdoti. 
La filosofia di Judah fu per molti versi simile alle speculazioni neoplatoniche adottate dagli ismailiti nell'articolare il loro credo teologico. Le sue opinioni sul determinismo astrale non furono del tutto estranee al pensiero ebraico del Medioevo (in particolare a quello di Abraham ibn ‛Ezra e a quello di alcuni averroisti), ma Judah giunse a conclusioni che nessun altro aveva osato formulare con tanta audacia.
Judah ibn Nissim ibn Malkah ispirò alcuni successivi pensatori ebraici, come Samuel ibn Motot, Joseph ibn Abraham e Ibn Waqar.